# (7944) 1991 PR12
1991 بي أر 12 (ويعرف أيضًا باسم (7944) 1991 بي أر 12 وفق تسمية الكوكب الصغير) (بالإنجليزية: 1991 PR12)‏ هو كويكب ضمن حزام الكويكبات؛ وترتيبه 7944 من حيث الاكتشاف.
اكتُشف هذا الجُرم الفلكي بواسطة هنري هولت إي في 5 أغسطس 1991.

## وصلات خارجية
- (7944) 1991 PR12 في قاعدة بيانات مختبر الدفع النفاث لأجرام النظام الشمسي الصغيرة

- الاكتشاف · مخطط المدار ·  العناصر المدارية · المعلمات المادية

- (7944) 1991 PR12 على موقع ويكي سكاي: DSS2, SDSS, GALEX, IRAS, Hydrogen α, X-Ray, Astrophoto, Sky Map, Articles and images